# Табаров, Муратали Сафарович
Муратали Сафарович Табаров — советский хозяйственный, государственный и политический деятель.

## Биография
Родился в 1933 году в Турсунзадевском районе. Член КПСС с 1961 года.
С 1929 года — на хозяйственной, общественной и политической работе. В 1946—1990 гг. — колхозник колхоза Шаартузского района, инструктор государственной статистики в Дангаринском, Шахринавском, Гиссарском, Регарском районах, заместитель председателя, председатель исполкома Регарского райсовета депутатов трудящихся, первый секретарь Регарского райкома Компартии Таджикистана, первый секретарь Турсунзадевского райкома, горкома Компартии Таджикистана, первый секретарь Орджоникидзеабадского горкома Компартии Таджикистана, Председатель Верховного Совета Таджикской ССР.
Избирался депутатом Верховного Совета Таджикской ССР 9-11-го созывов.
Умер в Таджикистане в 2015 году.